# Frans Grootjans
Frans Edward Elisabeth Grootjans (Wilrijk, 24 januari 1922 - Antwerpen, 20 februari 1999) was een Belgisch politicus en minister voor de PVV.

## Biografie

### Jeugd
Hij werd geboren in een onderwijzersgezin en liep school in het Jezuïetencollege in Turnhout. Hij stapte over naar het Koninklijk Atheneum in Antwerpen, waar hij zijn middelbare studies afsloot in de retorica van 1940. Het uitbreken van de Tweede Wereldoorlog onderbrak hij kortstondig zijn studies, maar in september 1940 schreef hij zich in aan de Gentse Universiteit in de eerste kandidatuur Geschiedenis. Hij aardde echter niet in de Arteveldestad en behaalde uiteindelijk een licentiaatsdiploma in de handelswetenschappen en consulaire wetenschappen aan de Rijkshandelshogeschool van het RUCA.

### Media en politiek
Tijdens zijn studies was Grootjans lid van de liberale studentenbeweging en in 1946 werd hij voorzitter van de Liberale Jonge Wachten.
Op voorspraak van Herman Vanderpoorten en Karel Poma trad hij na zijn studies in dienst bij de Antwerpse redactie van Het Laatste Nieuws. Hij kwam er in contact met de leidinggevende figuren van deze krant zoals Albert Maertens, Frans Vinck, Julius Hoste jr en Albert Lilar die hem in de politiek introduceerden. Onder hun invloed sloot hij zich tevens aan bij het Liberaal Vlaams Verbond (LVV) en werd hij medewerker van het Volksbelang. Hij nam deel aan de verkiezingen van 1949 en werd verkozen in de provincieraad van Antwerpen, deze functie oefende hij uit tot 1954. In dat jaar werd hij voor de Liberale Partij verkozen tot lid van de Kamer van volksvertegenwoordigers voor het arrondissement Antwerpen, een mandaat dat hij tot in 1987 zou blijven uitoefenen. Toen in 1957 de nv Hoste 'De Nieuwe Gazet' overnam, werd Grootjans hoofdredacteur.
In 1963 startte hij samen met Vanderpoorten met de uitvoering van de Taalwet onderwijs. Ondanks hevig verzet van de Brussels-Franstalige vleugel van hun eigen partij, lieten ze een tiental nieuwe Nederlandse rijkslagere scholen bouwen.
In 1966 werd hij voor de PVV minister van Nationale Opvoeding in de Regering-Vanden Boeynants I. In deze functie slaagde hij erin om het overleg tussen de verschillende onderwijsnetten te deblokkeren en de basis te leggen van het vernieuwd secundair onderwijs (vso). Met zijn koninklijk besluit van augustus 1966 zette hij daarnaast een eerste stap in de richting van de depolitisering van het rijksonderwijs. Na de verkiezingen van 1968 belandde de PVV in de oppositie en werd Grootjans aangesteld als directeur-generaal van De Nieuwe Gazet, een functie die hij uitoefende tot in 1987.

### Partijvoorzitter
Bij de lokale verkiezingen van 1970 werd hij een eerste maal verkozen tot gemeenteraadslid in Antwerpen, een mandaat dat hij bleef uitoefenen tot in 1986. De communautaire spanning tussen de Vlaamse en de Franstalige vleugel liepen ondertussen binnen de partij zo hoog op, dat het LVV ernstig nadacht over een taalkundige splitsing van de partij. Grootjans tekende vervolgens het profiel van de nieuwe Vlaamse PVV uit op basis van LVV-congressen en studiedagen uit de jaren 60 en bracht het in 1971 uit als het Vlaams Liberaal Manifest - Steeds Meer. Dit manifest werd vervolgens op het stichtingscongres van de Vlaamse PVV in 1972 in Blankenberge door de partij aangenomen als partijprogramma en was opgebouwd rond waarden als ideologische verdraagzaamheid, pluralisme en een gematigde vrijemarkteconomie en duidelijk doordrongen door een sociaal-liberale gedachtegang. Op dit congres werd hij samen met Herman Vanderpoorten verkozen tot ondervoorzitter van de partij. In 1973 weigerde hij een ministerportefeuille in de regering-Leburton en volgde hij Willy De Clercq op als partijvoorzitter. In 1974 werd hij benoemd tot minister van Staat.
Als partijvoorzitter begon hij aan een verruimingsactie onder de titel Bouwstenen voor het centrum. Naar zijn overtuiging waren de oude breuklijnen over het klerikale, communautaire of sociaal-economische vervaagd en vernauwd tot een globaal-maatschappelijke tweedeling tussen de socialistisch-collectivistische visie versus de humanistisch-liberale. Hij ging er dan ook van uit dat het tot een politieke herschikking zou komen tussen enerzijds de PVV en anderzijds de SP in Vlaanderen. Hij vond dan ook dat de tijd rijp was om de partij te laten herbronnen zodat alle Vlaams-liberaal geïnspireerden de krachten konden bundelen en een draagvlak konden vormen dat van de PVV een centrumpartij zou maken. Met deze ideeën knoopte hij aan bij de politieke vernieuwingsgedachte van Omer Vanaudenhove uit 1961. In 1975 richtte hij het Trefpunt Centrum op en een jaar later lanceerde hij het Liberaal Appèl, waarin alle componenten van de liberale beweging een overlegforum kregen met ruimte voor coördinatie en debat. Het draaide echter enigszins anders uit door de communautaire problemen die de politieke agenda van de jaren 70 beheersten. De PVV leed een aanzienlijke verkiezingsnederlaag na de val van de regering-Tindemans I in 1977 en de partij verloor een vijfde van haar Kamerleden. Hierdoor zag hij zich genoodzaakt af te treden als partijvoorzitter en keerde hij terug naar 'De Nieuwe Gazet'.

### Einde loopbaan
In december 1981 viel hij kortstondig in als partijvoorzitter van de PVV ter vervanging van opnieuw Willy De Clercq, waarna in januari 1982 zijn poulain Guy Verhofstadt de fakkel van hem overnam. In februari 1985 deed diezelfde Verhofstadt beroep op hem om wederom Willy De Clercq tot aan de verkiezingen van 13 oktober 1985 op te volgen als Vice-eersteminister en tevens Minister van Financiën en Middenstand. Vanuit deze hoedanigheid realiseerde hij een belastingsverlaging. Zijn Charter van de Belastingsplichtige werd niet meer voor de verkiezingen gerealiseerd, maar werd goedgekeurd en ten uitvoering gebracht door zijn opvolger Guy Verhofstadt in de regering-Martens VI. Voor deze regering had Grootjans een ministerpost geweigerd en was hij voorzitter van de Vlaamse Raad geworden. In 1987 trok hij zich terug uit de actieve politiek.
Nog eenmaal keerde hij op de voorgrond, toen hij na de verkiezingen van 1991 door Koning Boudewijn met een informatie-opdracht werd belast.

### Vlaamse Raad
In de periode december 1971-oktober 1980 zetelde hij als gevolg van het toen bestaande dubbelmandaat ook in de Cultuurraad voor de Nederlandse Cultuurgemeenschap, die op 7 december 1971 werd geïnstalleerd. Tussen februari 1972 en februari 1973 zat hij er de PVV-fractie voor. Van maart 1973 tot maart 1974 maakte hij als derde ondervoorzitter deel uit van het Bureau (dagelijks bestuur) van de Cultuurraad. Vanaf 21 oktober 1980 tot december 1987 was hij lid van de Vlaamse Raad, de opvolger van de Cultuurraad en de voorloper van het huidige Vlaams Parlement. Zoals hierboven reeds vermeld werd hij door de plenaire vergadering van de Vlaamse Raad tot voorzitter verkozen op 3 december 1985, een functie die hij tot het einde van de legislatuur en van zijn loopbaan in december 1987 bleef uitoefenen. Vanaf 30 januari 1991 mocht hij zich erevoorzitter noemen, een eretitel die hem werd toegekend door het Bureau (dagelijks bestuur) van de toenmalige Vlaamse Raad en op 10 juli 1991 ontving hij uit handen van voorzitter Louis Vanvelthoven de Gouden Erepenning van de Vlaamse Raad.

## Publicaties
- De toekomst van de Belgische havens, in: De Vlaamse Gids, 1951.
- De Europese eenmaking en de belangen van het Nederlands taalgebied, in: De Vlaamse Gids, 1953.
- Macht en onmacht in de UNO, in: De Vlaamse Gids, 1957.
- De vrijzinnigheid in Vlaanderen, 1963.
- De vrijzinnigen en de Vlaamse opgang, in: De Maand, 1964.
- ‘Vlaams Liberaal Manifest – Steeds Meer’; 1966